# Dargaz
Dargaz este un oraș din Iran.